# Heikki Kukkonen
Heikki Ilmari Kukkonen, född 11 juli 1954 i Ilomants, är en finländsk grafiker och målare. 
Kukkonen genomgick 1977–1981 Finlands konstakademis skola och ställde ut första gången 1975. Han har bott många år i Spanien; både hans grafiska arbeten och pastellmålningar på papper präglas av Medelhavslandskap, strandvyer, gamla städer och byggnader med patinerade murar. Han har ställt ut i mindre konstnärsgrupper tillsammans med bland andra sina studiekamrater Kari Laitinen, Kuutti Lavonen och Tuula Lehtinen. Han har även målat ett antal representationsporträtt bland annat för Helsingfors universitet. Han har undervisat i konst vid en rad skolor bland annat i Joensuu och Jyväskylä.